# Hal Holbrook
Hal Halbrook, született Harold Rowe Holbrook Jr. (Cleveland, Ohio, 1925. február 17. – Beverly Hills, Kalifornia, 2021. január 23.) Tony- és négyszeres Emmy-díjas amerikai színész.

## Fontosabb filmjei
Mozifilmek
- A csoport (The Group) (1966)
- Wild in the Streets (1968)
- Testvérek (The Brotherhood) (1968)
- The People Next Door (1970)
- Jefferson utolsó menete (The Great White Hope) (1970)
- Csak a gazdáikat ölik meg (They Only Kill Their Masters) (1972)
- A Magnum ereje (Magnum Force) (1973)
- Lány a Petrovka utcából (The Girl from Petrovka) (1974)
- Az elnök emberei (All the President's Men) (1976)
- A Midway-i csata (Midway) (1976)
- Rituals (1977)
- Júlia (Julia) (1977)
- Földi űrutazás (Capricorn One) (1977)
- Natural Enemies (1979)
- A köd (The Fog) (1980)
- Az elnök elrablása (The Kidnapping of the President) (1980)
- Creepshow – A rémmesék könyve () (1982)
- Girls Nite Out (1982)
- A törvény ökle (The Star Chamber) (1983)
- Tőzsdecápák (Wall Street) (1987)
- Az átkozott (The Unholy) (1988)
- Fletch 2. – Szenzációs ajánlat (Fletch Lives) (1989)
- A szerelem láncai (Bonds of Love) (1993)
- A cég (The Firm) (1993)
- Elsodorva (Carried Away) (1996)
- Eye of God (1997)
- A vér szava (Hush) (1998)
- Az áruló csókja (Judas Kiss) (1998)
- Rozsdás, a mentőkutya (Rusty: A Dog's Tale) (1998)
- A bár (The Florentine) (1999)
- Oltári vőlegény (The Bachelor) (1999)
- Szerelmem szelleme (Waking the Dead) (2000)
- Férfibecsület (Men of Honor) (2000)
- Mi lenne ha? (The Majestic) (2001)
- Életcél (Purpose) (2002)
- A nagy trükk (Shade) (2003)
- Út a vadonba (Into the Wild) (2007)
- Hajsza (Killshot) (2008)
- Életem farmja (That Evening Sun) (2009)
- Fájó emlékek (Flying Lessons) (2010)
- Vizet az elefántnak (Water for Elephants) (2011)
- Lincoln (2012)
- Ígéret földje (Promised Land) (2012)
- Savannah (2013)
- Prédára várva (Go with Me) (2015)

Tv-filmek
- Hirtelen egyedül (Suddenly Single) (1971)
- Lincoln (1974–1976)
- Természetes halál (Murder by Natural Causes) (1979)
- Észak és Dél (North and South) (1985)
- Hadiállapot (Under Siege) (1986)
- Észak és dél – 2. könyv (North and South, Book II) (1986)
- Karácsonyra otthon (I'll Be Home for Christma) (1988)
- Emma: A déltenger királynője (Emma: Queen of the South Seas) (1988)
- A nap (Day One) (1989)
- Téves kapcsolás (Sorry, Wrong Number) (1989) (TV Movie)
- Perry Mason: Gazdagok és szépek (A Perry Mason Mystery: The Case of the Lethal Lifestyle) (1994)
- Perry Mason: A fintorgó kormányzó esete (A Perry Mason Mystery: The Case of the Grimacing Governor) (1994)
- Perry Mason: A féltékeny komédiás esete (A Perry Mason Mystery: The Case of the Jealous Jokester) (1995)
- Delta Force kommandó (Operation Delta Force) (1997)
- Húsz év múlva (All the Winters That Have Been) (1997)
- Harmadik iker (The Third Twin) (1997)
- Az én országom (My Own Country) (1998)
- Menedék a halálból (Haven) (2001)

Tv-sorozatok
- The Brighter Day (1954–1959, hat epizódban)
- The Bold Ones: The Senator (1970–1971, nyolc epizódban)
- Designing Women (1986–1989, kilenc epizódban)
- Kisvárosi mesék (Evening Shade) (1990–1994, 93 epizódban)
- Az elnök emberei (The West Wing) (2001–2002, két epizódban)
- Vészhelyzet (ER) (2008, két epizódban)
- Az esemény (The Event) (2010–2011, tíz epizódban)
- Kemény motorosok (Sons of Anarchy) (2010–2014, öt epizódban)